# Bonanza (album Michaela Rose’a 1999)
Bonanza – trzynasty album studyjny Michaela Rose’a, jamajskiego wykonawcy muzyki reggae.
Płyta została wydana w roku 1999 przez amerykańską wytwórnię Heartbeat Records. Produkcją krążka zajął się sam wokalista we współpracy z Chrisem Wilsonem.
UWAGA: Mimo identycznego tytułu, jest to zupełnie inna płyta niż wydany w roku 1992 przez japońską wytwórnię Dread Lion Records album Bonanza.

## Lista utworów
1. "Ganja Bonanza"
2. "Someone Is Watching"
3. "Youths Of The Ghetto"
4. "It's Alright"
5. "Whoo-La"
6. "Give A Little"
7. "Chatto"
8. "Jah Jah Never Fail I"
9. "We All Need Love"
10. "Rock With Somebody"
11. "Christian Soldiers"
12. "Revolution"
13. "Brown Eyes"
14. "Bogus Badge"

## Muzycy
- Chris Wilson – gitara
- Patrick Nicklas – gitara
- Michael Nicklas – gitara
- Tyrone Downie – keyboard
- Dow Brain – różne instrumenty
- Brad Young – różne instrumenty
- Wilburn "Squidley" Cole – perkusja
- John "J.D. Smoothe" Lewis – chórki
- Neil "Alpheus" Martin – chórki
- Florisca Carter – chórki